# Premier Soccer League (2015/2016)
Premier Soccer League (2015/2016) – 20. edycja rozgrywek piłkarskich o mistrzostwo Południowej Afryki. Tytuł po raz siódmy w historii wywalczyła drużyna Mamelodi Sundowns. Królem strzelców został Collins Mbesuma, który w barwach klubu Mpumalanga Black Aces zdobył 14 bramek.

## Tabela końcowa
|    | Klub                        | M  | Z  | R  | P  | Br+ | Br- | Br+/- | Pkt | Uwagi                          |
| 1  | Mamelodi Sundowns (M)       | 30 | 22 | 5  | 3  | 55  | 20  | 35    | 71  | Awans do Ligi Mistrzów         |
| 2  | Bidvest Wits                | 30 | 17 | 6  | 7  | 44  | 24  | 20    | 57  | Awans do Ligi Mistrzów         |
| 3  | Platinum Stars              | 30 | 13 | 9  | 8  | 41  | 33  | 8     | 47a | Awans do Pucharu Konfederacji  |
| 4  | Mpumalanga Black Aces       | 30 | 12 | 11 | 7  | 37  | 29  | 8     | 47  |                                |
| 5  | Kaizer Chiefs               | 30 | 11 | 13 | 6  | 38  | 30  | 8     | 46  |                                |
| 6  | Chippa United               | 30 | 13 | 6  | 11 | 42  | 39  | 3     | 45  |                                |
| 7  | Orlando Pirates             | 30 | 11 | 8  | 11 | 38  | 30  | 8     | 41  |                                |
| 8  | SuperSport United           | 30 | 10 | 10 | 10 | 36  | 38  | -2    | 40  | Awans do Pucharu Konfederacjib |
| 9  | Golden Arrows               | 30 | 11 | 7  | 12 | 28  | 35  | -7    | 40  |                                |
| 10 | Ajax Kapsztad               | 30 | 9  | 10 | 11 | 34  | 41  | -7    | 37  |                                |
| 11 | Bloemfontein Celtic         | 30 | 8  | 12 | 10 | 30  | 26  | 4     | 36  |                                |
| 12 | Free State Stars            | 30 | 9  | 8  | 13 | 28  | 37  | -9    | 35  |                                |
| 13 | Polokwane City              | 30 | 7  | 10 | 13 | 31  | 44  | -13   | 31  |                                |
| 14 | Maritzburg United           | 30 | 6  | 9  | 15 | 35  | 53  | -18   | 27  |                                |
| 15 | University of Pretoria (S)c | 30 | 6  | 7  | 17 | 25  | 42  | -17   | 25  | Baraż o utrzymanie             |
| 16 | Jomo Cosmos (S)             | 30 | 6  | 7  | 17 | 20  | 41  | -21   | 25  | Spadek                         |

Źródło: RSSSF

Oznaczenia: (M) – tytuł mistrzowski, (S) – spadek.

Zasady ustalania kolejności: 1. liczba zdobytych punktów; 2. różnica bramek; 3. większa liczba zdobytych bramek; 4. bilans bezpośrednich meczów; 5. różnica bramek w bezpośrednich meczach; 6. większa liczba zdobytych bramek w bezpośrednich meczach; 7. baraż.

Objaśnienia:
a Platinum Stars zostało ukarane odjęciem punktu za wystawienie do gry w meczu 1. kolejki (1:1 z Mamelodi Sundowns) nieuprawnionego gracza (Siyabonga Zulu). 
b SuperSport United awansowało do Pucharu Konfederacji dzięki zdobyciu Pucharu RPA. 
c University of Pretoria FC zostało zdegradowane po przegranych barażach z Highlands Park i Mbombela United.

## Najlepsi strzelcy
|   | Piłkarz          | Gole | Klub                  |
| 1 | Collins Mbesuma  | 14   | Mpumalanga Black Aces |
| 2 | Thobani Mncwango | 13   | Polokwane City        |
| 2 | Prince Nxumalo   | 13   | Ajax Kapsztad         |
| 4 | Khama Billiat    | 12   | Mamelodi Sundowns     |
| 5 | Jeremy Brockie   | 11   | SuperSport United     |

Źródło:

## Nagrody indywidualne
- Piłkarz sezonu –  Khama Billiat (Mamelodi Sundowns)
- Król strzelców –  Collins Mbesuma (Mpumalanga Black Aces)
- Bramkarz sezonu –  Denis Onyango (Mamelodi Sundowns)
- Obrońca sezonu –  Thabo Nthethe (Mamelodi Sundowns)
- Pomocnik sezonu –  Khama Billiat (Mamelodi Sundowns)
- Strzelec gola sezonu –  Ben Motshwari (Bidvest Wits) za bramkę zdobytą przeciwko Chippa United 10 stycznia 2016
- Młody piłkarz sezonu –  Aubrey Maphosa Modiba (Mpumalanga Black Aces)
- Trener sezonu –  Pitso Mosimane (Mamelodi Sundowns)
- Sędzia sezonu –  Thando Ndzandzeka

Źródło: